# Ігл-Пойнт (Орегон)
Ігл-Пойнт (англ. Eagle Point) — місто (англ. city) в США, в окрузі Джексон штату Орегон. Населення — 9686 осіб (2020).

## Географія
Ігл-Пойнт розташований за координатами 42°28′4″ пн. ш. 122°48′6″ зх. д. / 42.46778° пн. ш. 122.80167° зх. д. (42.467696, -122.801568).  За даними Бюро перепису населення США в 2010 році місто мало площу 7,66 км², уся площа — суходіл.

## Демографія
Згідно з переписом 2010 року, у місті мешкало 8469 осіб у 3231 домогосподарстві у складі 2373 родин. Густота населення становила 1105 осіб/км².  Було 3611 помешкання (471/км²).
Расовий склад населення:
| - 92,1 % — білих - 1,3 % — корінних американців - 1,0 % — азіатів - 0,2 % — чорних або афроамериканців - 0,1 % — вихідців з тихоокеанських островів - 1,7 % — осіб інших рас |

До двох чи більше рас належало 3,6 %. Частка іспаномовних становила 6,8 % від усіх жителів.
За віковим діапазоном населення розподілялося таким чином: 27,3 % — особи молодші 18 років, 58,5 % — особи у віці 18—64 років, 14,2 % — особи у віці 65 років та старші. Медіана віку мешканця становила 36,9 року. На 100 осіб жіночої статі у місті припадало 92,8 чоловіків;  на 100 жінок у віці від 18 років та старших — 90,6 чоловіків також старших 18 років.
Середній дохід на одне домашнє господарство  становив 64 168 доларів США (медіана — 55 474), а середній дохід на одну сім'ю — 65 678 доларів (медіана — 61 979). За межею бідності перебувало 21,7 % осіб, у тому числі 41,7 % дітей у віці до 18 років та 6,0 % осіб у віці 65 років та старших.
Цивільне працевлаштоване населення становило 3738 осіб. Основні галузі зайнятості: освіта, охорона здоров'я та соціальна допомога — 25,9 %, роздрібна торгівля — 12,0 %, науковці, спеціалісти, менеджери — 9,7 %, виробництво — 9,5 %.